# Pattinaggio di velocità agli VIII Giochi asiatici invernali - 1000m maschile
La gara dei 500m maschili si è svolta il 21 febbraio 2017 al Meiji Hokkaido-Tokachi Oval di Sapporo in Giappone.

## Risultati
| Rank | Pair | Atleta                       | Tempo   | Note |
| ---- | ---- | ---------------------------- | ------- | ---- |
| 1    | 9    | Takuro Oda                   | 1:09.33 | GR   |
| 2    | 7    | Denis Kuzin                  | 1:09.64 |      |
| 3    | 6    | Shunsuke Nakamura            | 1:09.76 |      |
| 4    | 7    | Tsubasa Hasegawa             | 1:10.21 |      |
| 5    | 9    | Jang Won-hoon                | 1:10.31 |      |
| 6    | 11   | Cha Min-kyu                  | 1:10.51 |      |
| 7    | 3    | Mo Tae-bum                   | 1:10.80 |      |
| 8    | 4    | Stanislav Palkin             | 1:10.91 |      |
| 9    | 10   | Yuto Fujino                  | 1:10.98 |      |
| 10   | 5    | Roman Krech                  | 1:11.08 |      |
| 11   | 1    | Li Bailin                    | 1:11.32 |      |
| 12   | 8    | Fyodor Mezentsev             | 1:11.36 |      |
| 13   | 6    | Yang Fan                     | 1:11.71 |      |
| 14   | 8    | Gao Tingyu                   | 1:11.83 |      |
| 15   | 11   | Li Yanzhe                    | 1:12.33 |      |
| 16   | 5    | Sung Ching-yang              | 1:12.46 |      |
| 17   | 4    | Yalaltyn Zorigtbaatar        | 1:14.90 |      |
| 18   | 3    | Stephen Paul Kilari          | 1:15.75 |      |
| 19   | 1    | Dünchinsürengiin Gochoosüren | 1:17.40 |      |
| 20   | 2    | Vishwaraj Jadeja             | 1:22.55 |      |
| 21   | 2    | Sasha Faris                  | 1:24.24 |      |
| —    | 10   | Kim Jin-su                   | DNF     |      |